# Carex frigida
Carex frigida är en halvgräsart som beskrevs av Carlo Allioni. Carex frigida ingår i släktet starrar, och familjen halvgräs. Inga underarter finns listade i Catalogue of Life.

## Bildgalleri

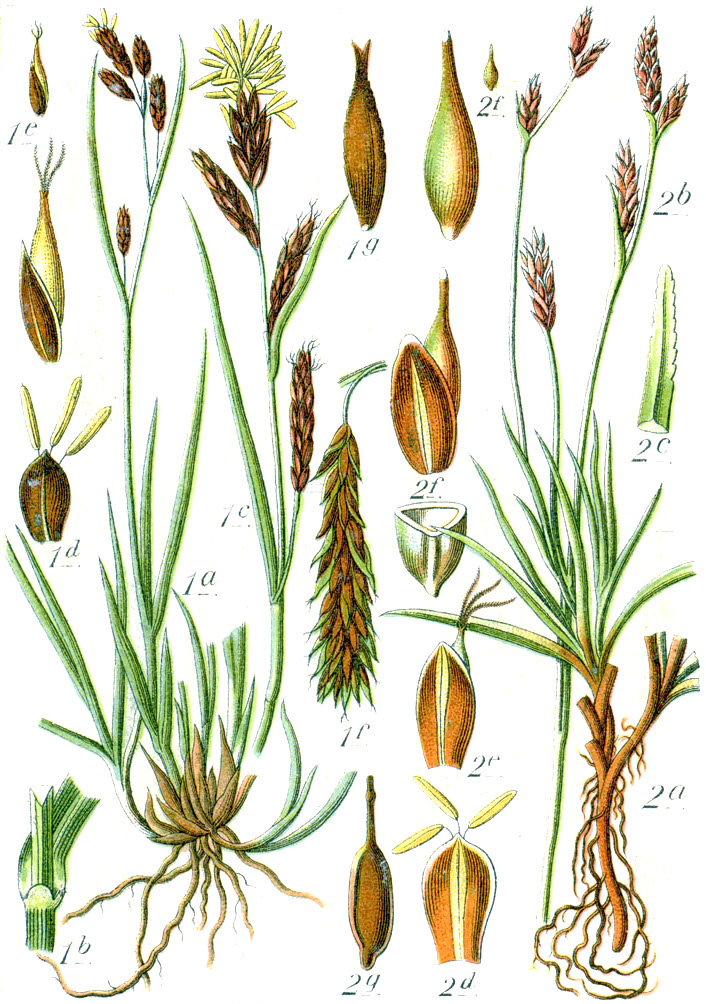